# Irena Korbelářová
Irena Korbelářová (ur. 1963 w Ostrawie) – czeska historyk, prof.
Od 1982 studiowała historię, specjalność archiwistyka, na Uniwersytecie Karola w Pradze. Studia ukończyła w 1986. Tytuł doktora uzyskała w 1988. Od 1993 pracuje na Uniwersytecie Śląskim w Opawie. W 2005 uzyskała tytuł docenta, w 2010 profesora.
Członek redakcji czasopisma „Acta Historica Universitatis Silesianae Opaviensis”.
Członek rady redakcyjnej czasopisma naukowego „Slezský sborník”.
W 2019 odznaczona Odznaką Honorową „Bene Merito”.

## Publikacje
- Poddanská města Opavského a Krnovského knížectví v letech 1648-1740. Ekonomické a sociální aspekty vývoje měst (1999).
- Města na Těšínsku v 18. století (2005).